# Minor Threat
Minor Threat foi uma banda de punk hardcore formada em Washington DC, Estados Unidos, no ano de 1980, por Ian Mackaye (vocal) e Jeff Nelson (bateria), ambos ex-integrantes do clássico Teen Idles.
MacKaye criou o termo straight edge, que além de ser o nome de uma música do grupo acabou virando o nome de um estilo musical dentro do hardcore. Na época ainda faziam parte do grupo o atual integrante do Bad Religion Brian Baker, no baixo, e Lyle Preslar na guitarra.
A vida do Minor Threat durou pouco: deu-se o fim de suas atividades em meados de 1983, porém deixou uma rica influência tanto musical quanto ideológica para o punk mundialmente.
Ao contrário do niilismo dos Sex Pistols e de outras bandas de hardcore da época, que apenas propunham a "destruição" do mundo, as letras de Ian MacKaye propunham algo diferente, talvez até reconstruir o mundo.
Após o fim do Minor Threat, MacKaye fundou o Embrace, também de vida curta, e mais tarde o Fugazi.

## Formação
Quando sua antiga banda, Teen Idles, rompeu-se, Ian MacKaye e Jeff Nelson, decidiram formar uma nova banda com Ian nos vocais. Em 1980, eles começaram a tocar com Lyle Preslar. Lyle apresentou-os a Brian Baker, que começou a tocar baixo em novembro. A banda fez seu primeiro show um mês depois, que segundo Ian, foi uma festa beneficente para arrecadar dinheiro para substituir um amplificador de baixo.
O primeiro lançamento da banda foi Minor Threat e In My Eyes (EP), em 1981. Com o lançamento desses dois EPs, a banda conseguiu popularidade regional e saiu em turnê pela costa leste dos Estados Unidos.
Em 1982, o baixista Baker deixou a banda e foi substituído por Steve Hansgen. Com Hansgen na formação, a banda gravou seu único álbum, Out of Step. Após ser lançado, o álbum tornou-se popular na cena underground.

### O fim
Após ganhar uma popularidade razoável, os membros decidiram que seria melhor acabar com a banda.

## Pós-Banda
Ian fundou a banda Embrace e Fugazi, bem como The Evens. Ele é co-fundador e co-proprietário da gravadora independente Dischord Records, em Washington D.C, juntamente com Jeff Nelson.
Brian Baker atualmente toca na banda estadunidense Bad Religion.

## Discografia

### Álbuns
- 1983 - Out of Step

### EPs
- 1981 - Minor Threat
- 1981 - In My Eyes
- 1985 - Salad Days

### Coletâneas
- 1989 - Minor Threat - Complete Discography

1. ↑  http://www.dischord.com/band/minor-threat
2. ↑  «Cópia arquivada». Consultado em 6 de abril de 2015. Arquivado do original em 16 de novembro de 2014
3. ↑  http://www.allmusic.com/artist/minor-threat-mn0000422947/biography
4. ↑  http://www.badreligion.com/